# Kupferfarbener Buntgrabläufer

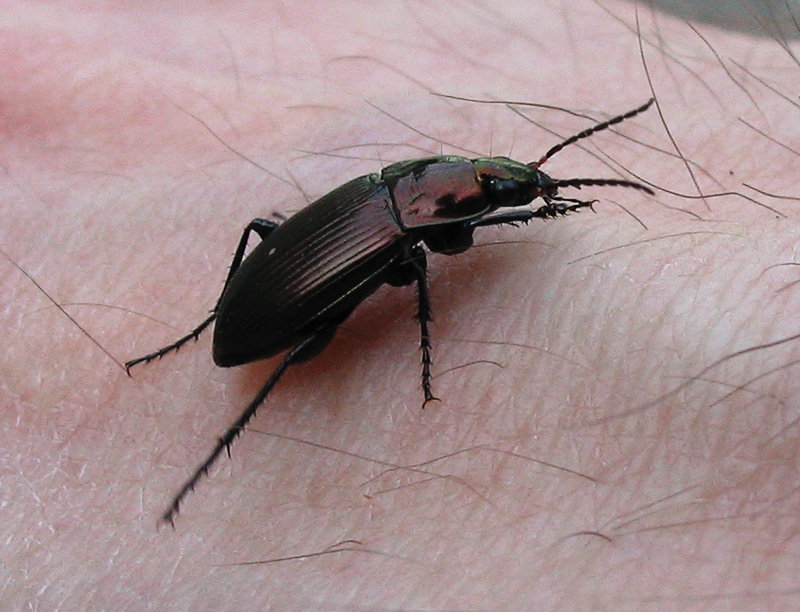
Kupferfarbener Buntgrabläufer

Der Kupferfarbene Buntgrabläufer oder  Kupferige Schulterläufer (Poecilus cupreus) ist ein Käfer aus der Familie der Laufkäfer (Carabidae).

## Merkmale
Die Käfer erreichen eine Körperlänge von 9 bis 13 Millimetern. Sie haben eine schwarze Körpergrundfarbe und weisen eine sehr variable Färbung mit meist einem rötlichen, bronzenen, grünen, blauen oder violetten metallischen Glanz auf. Kopf, Halsschild und dessen verbreiterter Seitenrand sind dicht und stark mit Punkten strukturiert. Die Basis des Halsschildes ist stärker gepunktet als bei der ähnlichen Art Poecilus versicolor. Die Beine sind meist schwarz, selten braun oder rostrot gefärbt. Die Tiere tragen auf der Innenseite der Schienen (Tibiae) der Hinterbeine eine Reihe aus 8 bis 10 dünnen Borsten. Poecilus versicolor besitzt dort nur fünf bis acht Borsten, die auch dicker und kürzer beschaffen sind. Die ersten drei Glieder der Fühler sind gekielt, wobei die ersten beiden Glieder heller sind als die übrigen.

### Ähnliche Arten
- Poecilus versicolor

## Vorkommen
Die Tiere kommen in Europa und Asien vor. Man findet sie über den Kaukasus, Klein- und Zentralasien bis in den Westen Sibiriens. Die nördliche Grenze des Verbreitungsgebietes ist der Süden Norwegens, Zentralschweden und -finnland. Sie kommen auf den Britischen Inseln nur auf der Isle of Wight vor. Sie leben an feuchten Orten wie an feuchten Waldrändern, auf Feuchtwiesen und lehmigen, schlecht bewachsenen Äckern und sind unter Steinen oder Holz zu finden. Sie sind in der Regel häufig, in hohen Lagen sind sie selten.

## Lebensweise
Die Imagines überwintern. Sie ernähren sich vorwiegend räuberisch, gelegentlich aber auch von pflanzlicher Kost. Zu ihrer Nahrung zählen auch die Eier von Nacktschnecken, wie der Spanischen Wegschnecke.